# Григор Спасов
Григор Симеонов Спасов (Григорий или чорбаджи Гошо) е роден в Етрополе през 1838 г. търговец на железария и други стоки. Част е от Етрополския Меджлис и първият кмет на Етрополе след Освобождението.
Като търговец Спасов доставя стоката си от Оряхово, Свищов, Пловдив и други градове. С нея пренася и оръжие за комитета. Той е сред първенците на града не само по имот, но и по влияние пред турската власт. Г. Спасов е член на меджлиса, на училищното настоятелство, на църковните и манастирски съвети. За него Т. Пеев казва в едно свое писмо от 15 декември 1874 г.: „В тебе живее и расте онзи граждански отличен дух, който характеризува истинския човек полезен за себе си и обществото“. Според спомените на наследници при едно посещение на Васил Левски през 1872 г. той отсяда в къщата на Г. Спасов, на когото се ражда дъщеря. Апостолът кръщава новороденото с името Райна. В къщата на Г. Спасов по това време живее грък фотограф, той приучва жителите на малкия градец без страх да застават пред обектива и прави много фотографии по това време. Запазена е групова снимка на първенците на града – голяма част членове на комитета, учителите Тодор Пеев и Ил. Вълчев и граждани пред девическото училище. За приятелските отношения на Васил Левски и Григор Спасов се сочи снимката публикувана в книгата „В. Левски и неговите другари“.
След емигрирането на Тодор Пеев, Г. Спасов е сочен за негов заместник, но на практика комитета престава да съществува. Григор Спасов застава начело на читалището като полага усилия за неговото укрепване. Григор Спасов е бил член на Етрополската община преди Освобождението, на училищното настоятелство, черковните и манастирските съвети. Той давал парични помощи на училища и бедни хора. Григор Спасов бил и книжар. Продавал учебници на децата и други книги издание на Христо Г. Данов, с когото бил в кореспонденция.
Григор Симеонов Спасов е бил кмет на град Етрополе през 1878 – 1880 г. Григор Спасов умира през м.април 1887 г.
Бащата на Григор е Симеон Спасов, който се преселва от село Желява или Макоцево в Етрополе. Майка му се предполага. че се е казвала Рада. Гошо има една сестра Стояна Симеонова Спасова (прапрапрабаба на Юлиан Ангелов), която омъжена за свещеник Михаил Арнаудов.
Григор Спасов на 6 януари 1854 г. се жени за Гена Хинова (Пръдльова) и имат 10 деца.
Четвърта на гърба на същия лист: „1867 февруариа 25 да се знае кога го преписа Iсакъ Сиринъ ωт край до край попъ Симеонъ х. Пенчовъ, на горното училище беше учитель, а ась бехъ епитропъ школски тогасъ, асъ Григориа Симеоновъ Спасовски мазажи“. Двамата възрожденци, любители на книжнината, са жители на Етрополе. Григорий Спасов (1838 – 1887) е и секретар на градския революционен комитет. Неговата двуетажна къща с търговска маза е напълно запазена в града."